# 別洛耶湖 (克列皮基區)
55°16′50.79″N 40°14′0.09″E / 55.2807750°N 40.2333583°E

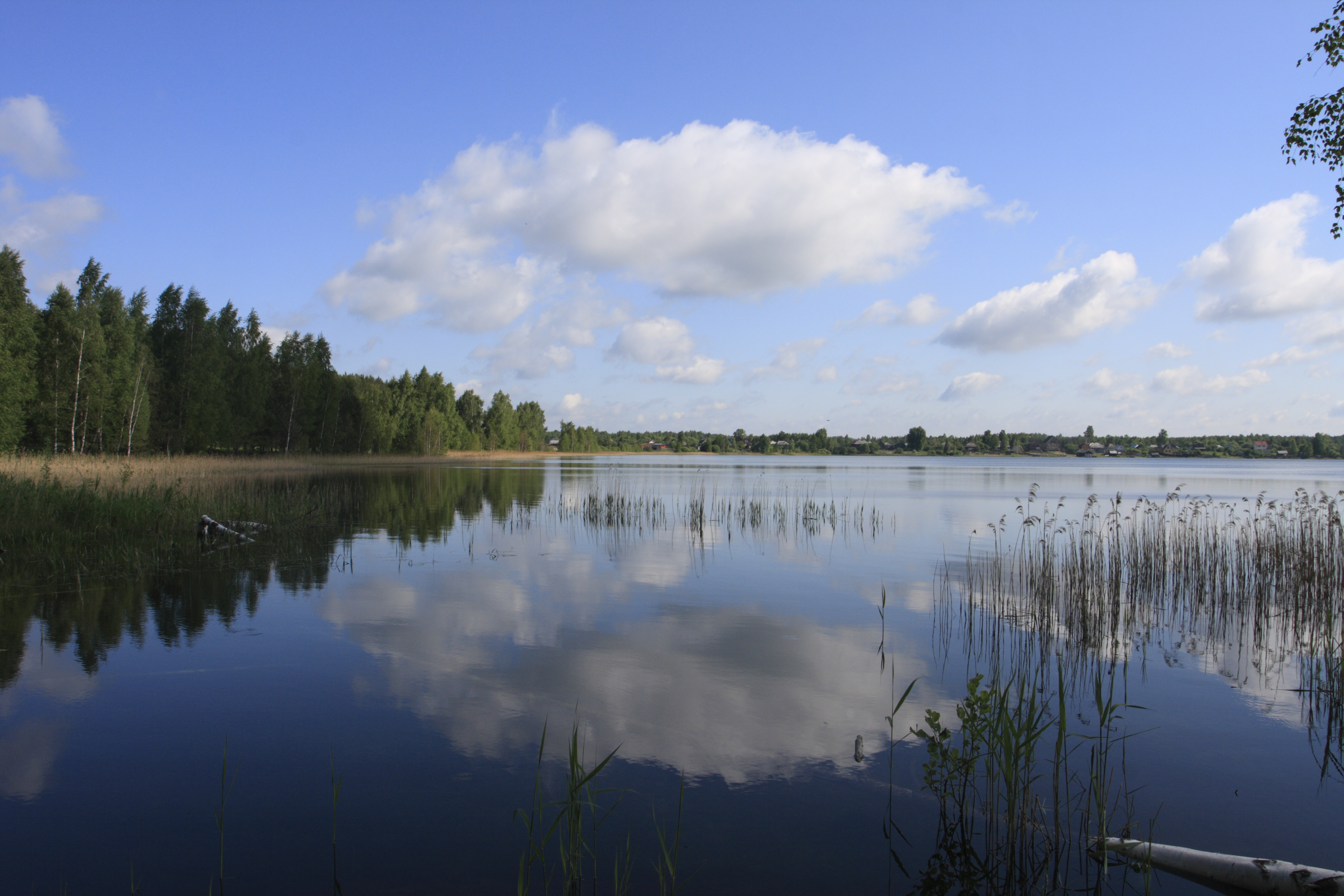

別洛耶湖（俄语：Белое），是俄羅斯的湖泊，位於該國西北部，由梁贊州負責管轄，處於克列皮基區，長0.85公里、寬0.55公里，面積0.32平方公里，湖岸線長度1.4公里，最大水深52.3米。